# Варнау (Холштајн)
Варнау (њем. Warnau) општина је у њемачкој савезној држави Шлезвиг-Холштајн. Једно је од 84 општинска средишта округа Плен. Према процјени из 2010. у општини је живјело 357 становника. Посједује регионалну шифру (AGS) 1057086.

## Географски и демографски подаци
Варнау се налази у савезној држави Шлезвиг-Холштајн у округу Плен. Општина се налази на надморској висини од 43 метра. Површина општине износи 4,0 km². У самом мјесту је, према процјени из 2010. године, живјело 357 становника. Просјечна густина становништва износи 90 становника/km².